# Ripipteryx marginata
Ripipteryx marginata is een rechtvleugelig insect uit de familie Ripipterygidae. De wetenschappelijke naam van deze soort is voor het eerst geldig gepubliceerd in 1834 door Newman.